# Inula langeana
Inula langeana là một loài thực vật có hoa trong họ Cúc. Loài này được Beck mô tả khoa học đầu tiên năm 1882.